# 마지드 아플라키
마지드 아플라키 하메시(페르시아어: مجيد افلاكى خمسه, Madjid Aflaki Khamesh, 1973년 8월 26일~)는 이란의 태권도 선수이다. 2000년 하계 올림픽에 참가했으며 1999년 세계 태권도 선수권 대회에서 우승을 차지했다.